# Westfield Cente
Westfield Cente – wieś w Stanach Zjednoczonych, w stanie Ohio, w hrabstwie Medina.